# Muro azul del silencio
El muro azul del silencio, también llamado código azul y escudo azul, son términos usados en los Estados Unidos para referirse a la regla no escrita que existe entre los oficiales de policía de no informar sobre los errores, la mala conducta, los delitos e incluso la brutalidad policial de un compañero. Si se le interroga sobre un incidente de presunta mala conducta en la que otro agente está involucrado (es decir, durante el curso de un interrogatorio oficial), siguiendo este código, el oficial que está siendo interrogado alegará desconocer la mala conducta del otro agente o declarará que no ha visto nada.

## Corrupción policial
Se considera que el código es un ejemplo de corrupción policial y mala conducta. Los oficiales que han realizado arrestos discriminatorios, acoso físico o verbal y una aplicación selectiva de la ley pueden ser considerados corruptos. Es posible que muchos oficiales que siguen el código participen en algunos de estos actos durante su carrera por motivos personales o para proteger o apoyar a sus compañeros. Todo ello está considerado como delito y es la base para la suspensión o el despido inmediato. Los agentes que siguen el código no pueden denunciar a los compañeros que toman parte en actos de corrupción debido a las leyes no escritas de su "familia policial".
El perjurio policial o "testilying" (en el argot de la policía de los Estados Unidos) se produce cuando un oficial ofrece un falso testimonio en un juicio. Los agentes que no mienten en un juicio pueden ser víctimas de amenazas y de aislamiento por parte de sus compañeros policías. En 1992, la Commission to Investigate Allegations of Police Corruption (Comisión investigadora para las alegaciones de corrupción en el seno de la Policía, también conocida como la Comisión Mollen) llevó a cabo una investigación de dos años sobre los perjurios en la aplicación de la ley. Descubrió que algunos agentes habían falsificado documentos como informes de arresto, órdenes judiciales y pruebas para proporcionar "cobertura" en arrestos o registros ilegales. Algunos oficiales de policía también habían inventado historias durante sus declaraciones ante un jurado. La comisión descubrió que los agentes no mentían por ambición sino porque creían que estaban metiendo en prisión a gente que lo merecía. Además, muchos fiscales han tolerado que exista el perjurio policial.

## Legislación
Muchos departamentos de policía tienen su propio código de conducta oficial. Entrenan a los nuevos reclutas e investigan a los oficiales de policía si tienen una queja de un ciudadano o de un presunto delincuente. También existen leyes estatales creadas para ayudar a proteger a los civiles y a los delincuentes de los agentes corruptos. Si se descubre que un oficial de policía es culpable, los agentes pueden ser demandados por la víctima por el daño causado por la brutalidad policial. Las leyes federales prohíben tajantemente la mala conducta de los oficiales, incluidos aquellos que siguen el código al dar falso testimonio o que no denuncian a cualquier otro compañero que esté involucrado en un acto de corrupción. Si un oficial viola alguna de las leyes federales sobre la mala conducta de un agente, solo el gobierno federal puede presentar una demanda. El departamento de policía sólo es responsable de la prevención de la corrupción entre sus funcionarios. Si un oficial es condenado, puede ser obligado al pago de una gran multa o ser encarcelado. Para ser condenado, los demandantes deben probar que ese oficial estaba siguiendo el "código" o participaba con su negligencia y conducta impropia. A menudo es difícil condenar a un oficial por seguir el código o por otras formas de corrupción, porque los funcionarios están protegidos por la defensa de la inmunidad, que es una exención de las sanciones y cargas que la ley exige generalmente a los civiles.  La Corte Suprema de Justicia de los Estados Unidos de América ha dictaminado, por regla general, que los oficiales deben recibir el beneficio de la duda y de que actuaban según la ley en el ejercicio diario de sus funciones, una posición que ha sido confirmada en el caso Saucier contra Katz, 533 U,S, 194, (2001)".

## Casos
En 1970, la ciudad de Nueva York organizó la Comisión Knapp para celebrar audiencias sobre el alcance de la corrupción en el departamento de policía de la ciudad. Las sorprendentes declaraciones iniciales del oficial de policía Frank Serpico contra sus compañeros no sólo revelaron la existencia de una corrupción sistémica, sino que además ponían de manifiesto un obstáculo permanente para que se investigasen esos abusos: el entendimiento fraterno entre los agentes de policía conocido también como "el código de silencio" y "la cortina azul" tras los cuales los agentes consideran traición el testimonio en contra de un compañero. En 1991, se formó en Los Ángeles la Comisión Christopher en respuesta a la paliza que recibió Rodney King en marzo de ese año a manos de cuatro miembros de la policía de Los Ángeles. En 1992, la Comisión Mollen, encargada de investigar los informes sobre la corrupción policial en la ciudad de Nueva York, señaló que "La omnipresencia del código de silencio es, en sí misma, alarmante". Un oficial de policía de Nueva York, dijo: "Si un policía decide hablar sobre mí, su carrera está arruinada... Le pondrán la etiqueta de "rata". Al año siguiente se fundó la Junta de Revisión de Querellas Civiles, una junta civil encargada de investigar las quejas de los civiles sobre la supuesta mala conducta por parte del Departamento de Policía de Nueva York.
Después de ello, la Asociación Internacional de Jefes de Policía publicó un código de conducta para la policía y se entrenó de manera rigurosa a los agentes de policía. En 1991 Rodney King fue brutalmente golpeado por varios agentes de policía del Departamento de Policía de Los Ángeles. Se esperaba que los agentes implicados hubiesen seguido el "código azul". Alegaron que los golpes estaban justificados, pero no se pudo confirmar que los oficiales hubiesen inventado la historia de forma conjunta hasta que se publicó una cinta de vídeo del incidente.
A finales de la década de 1990, el FBI arrestó a 42 oficiales de cinco agencias del orden en 1998 con el cargo de conspiración para la distribución de cocaína. En un informe de 1998 al congresista Charles B. Rangel, la Oficina Federal de Contabilidad General (GAO, por sus siglas en inglés) encontró pruebas de una participación creciente de la policía en ventas de drogas, robos de drogas y dinero procedente de traficantes de droga, así como falsos testimonios sobre registros ilegales.

## Historia
El código y la corrupción policial tienen sus raíces en la segunda mitad del siglo XIX. La Agencia Nacional de Detectives Pinkerton era conocida por el uso de agentes de policía para poner fin a las huelgas de forma violenta. Muchos miembros del Ku Klux Klan eran agentes de policía que se protegían entre sí cuando llevaban a cabo actos de racismo. Esto dio lugar más tarde al Acta de Derechos Civiles de 1964, que otorgaba nuevas protecciones a las víctimas que habían sufrido durante mucho tiempo una trato policial discriminatorio.
Además,  en esa época, una serie de importantes fallos del Tribunal Supremo dio un nuevo impulso a los derechos de privacidad del individuo, al mismo tiempo que refrenó el poder policial: algunos casos de gran influencia tuvieron como resultado el fortalecimiento de los derechos de la Cuarta Enmienda en contra de registros y detenciones injustificadas, reglas sobre las pruebas que prohíben el uso en un juicio de pruebas obtenidas mediante acciones policiales inconstitucionales y la promulgación de la llamada Ley Miranda, que obliga a los agentes a informar a los sospechosos detenidos sobre cuáles son sus derechos constitucionales".
Esto criminalizaba a los oficiales que no tenían la documentación necesaria para llevar a cabo un registro, que estaban involucrados en la falsificación de documentos o que cometían perjurio

## Cultura policial
La cultura policial o "cop culture" como a veces la denominan los policías estadounidenses, ha dado lugar a una barrera para frenar la corrupción entre los agentes de policía. La cultura policial implica un conjunto de valores y normas que ha evolucionado gracias a las experiencias de los agentes y que está influida por el entorno en el que trabajan. Desde el comienzo de su carrera en la academia, el agente de policía está inmerso en esta "cultura policial".
Al tiempo que aprenden cuáles son sus tareas y deberes, los reclutas también aprenden los valores necesarios para alcanzar un alto rango en su organización. Algunas de las palabras que se usan para describir estos valores son las siguientes: sentido de su misión, la acción, el cinismo, el pesimismo, el machismo, la sospecha, el conservadurismo, el aislamiento y la solidaridad. Las únicas exigencias que se le hacen a los agentes de policía, como la amenaza de peligro y la opinión pública, generan un ambiente con fuertes lazos que propicia el desarrollo del sentimiento de lealtad.
Se supone que el código se rige por estos valores, y que el aislamiento y la solidaridad llevan a los agentes a mantenerse unidos entre ellos, lo que produce una mentalidad del tipo "o nosotros o ellos". La mentalidad "o nosotros o ellos" puede llevar a que los policías se apoyen y a que se profesen lealtad unos a otros. En algunas situaciones esto desemboca a una negativa a  "delatar" a los compañeros.

## Soplones
Los soplos (o denuncias de agentes de policía que informan de la mala conducta de otros agentes) no son comunes. El bajo número de agentes que dan un paso al frente para denunciar puede estar relacionado con la idea de algunos agentes de que ciertas cosas pueden suceder en el calor del momento y que ello pertenece al ámbito personal. Otra razón por la cual los agentes pueden dudar en ir en contra del código azul podría ser que desafiar el código azul se entendería como una traición y como contrario al sentimiento de fraternidad que existe dentro de la institución desde hace mucho tiempo. El miedo a las consecuencias suele desempeñar también un papel importante. Entre estas consecuencias están: el rechazo, la pérdida de amigos y de apoyo, así como recibir amenazas físicas o a que se informe de su propia mala conducta. 
Hay otras fuerzas que trabajan en la lucha contra el código y que promueven la denuncia de irregularidades. Muchos agentes de policía incluso se unen al cuerpo porque quieren hacer cumplir la ley, y el código azul va en contra de este ideal. Algunos oficiales informan sobre la mala conducta de otros compañeros por motivos menos nobles, como por ejemplo como represalias por el maltrato recibido de otros compañeros, la búsqueda de reconocimiento por parte de los mandos o demostrar su lealtad con el departamento. Además, los mandos reclutan a algunos policías para que les informen. Si en la descripción de las funciones de un oficial de policía está la de buscar actos de mala conducta por parte de otros policías, es más probable que él o ella estén en contra del código azul. Los oficiales que actúan en contra del código pueden haber firmado un pacto para evitar que les disparen o recibir inmunidad ante procesos penales. Se sabe que algunos oficiales han roto el código para vender una historia a los medios de comunicación.

## Niveles de delito
Es muy probable que los agentes de policía cubran cierto tipo de errores cometidos por sus colegas. Un estudio demostró que el uso excesivo de la fuerza era el delito que más se ocultaba tras el código azul.  Otros dos estudios sugieren que existe un sentimiento generalizado en la policía de que el código azul se puede aplicar en los casos "de brutalidad ilegal o de irregularidades en la aplicación de las reglas para proteger a los colegas frente a acciones legales".
Algunos casos como el escándalo Rampart y otros casos de corrupción policial demuestran que la cultura del código azul puede llegar a cubrir delitos de otro nivel, con o sin enriquecimiento económico. El código ha sido calificado como "la campaña estadounidense para evitar soplones que más éxito ha obtenido", al hacer mención a casos en los que la policía había ocultado las fechorías de otros compañeros y en la que se acosaba, se imponían sanciones laborales o se forzaba a los soplones a presentar su dimisión.

## Sacar el código a la luz
Un método de evitar que el código cale en la fuerza policial es sacarlo a la luz. Muchos estados han tomado medidas en las academias de policía para promover la exposición del código azul. En la mayoría de las ciudades, antes de la admisión en la academia hay que pasar una verificación de antecedentes. A través de comprobaciones del pasado de los individuos, con pruebas poligráficas y evaluaciones psicológicas, algunos departamentos pueden seleccionar a aquellos que tienen una menor probabilidad de tolerar irregularidades. En estos departamentos, los policías tienen que presentar un currículo de instrucción básica que les enseña comportamiento ético; en algunos casos, esta formación se refuerza con seminarios y clases de tipo anual.
En los Estados Unidos, han tenido lugar varias campañas contra el código azul o para hacer que el código azul sea más visible ante la opinión pública. Una de las primeras de estas campañas fue la Comisión Knapp en Nueva York (conocida oficialmente como la Commission to Investigate Alleged Police Corruption) que fue encabezada por el alcalde John V. Lindsay en 1970. Más de 20 años después de la Comisión Knapp, el alcalde de Nueva York David Dinkins creó la Comisión Mollen en 1992 para investigar la naturaleza y el alcance de la corrupción en el Departamento de Policía de Nueva York y recomendar cambios para mejorar estos procedimientos. Estas y otras investigaciones han revelado detalles de los mecanismos internos de la policía de Nueva York.